# Guillem Oliver i Salvà
Guillem Oliver i Salvà (Palma, Mallorca, 18 de març de 1775 — Barcelona, 1 d'agost de 1839) fou un empresari i polític català.

## Biografia
Fou fill de Francesc Oliver i de Catalina Salvà, ambdós de Palma. De família benestant, de ben jovenet va aprendre idiomes, lleis i economia. El 1795 es va instal·lar a Barcelona per a administrar els béns de Nicolau Llabrés d'Armengol i Ram de Viu, Gran Prior de Mallorca, però el 1800 es traslladà a Calaf i a Barcelona per a treballar al despatx de l'escrivà Cortadellas. Quan aconseguí un capital propi va comerciar amb grans a Tarragona i va combatre les reminiscències feudals a les lleis agràries de Lleida.
Durant la Guerra de l'Independencia fou vocal de la Junta Superior de Govern del Principat de Catalunya, que el nomenà comissionat a Mallorca, Madrid i Cadis, així com cònsol del rei al Consolat de Tarragona. El juliol del 1810 fou membre de la Comissió d'Hisenda del Congrés Provincial de Catalunya i el 1811 es refugià a Mallorca. No va tornar a Tarragona fins al 1814.
El 1820 fou nomenat síndic personer i diputat a les Corts Espanyoles (1820-1822) pel grup liberal, i defensà el proteccionisme econòmic. El 1823 va viatjar per França i Itàlia i va tenir una fàbrica de vidre. El 1824 fou nomenat cònsol de Nàpols a Tarragona i el 1826 va tornar a Barcelona, on va aixecar fàbriques d'aiguardent i sabó amb Ramón de Llano y Chávarri gràcies a les bones relacions amb la Junta de Comerç. El 1827 va fer novament un viatge per Itàlia i Suïssa per tal d'aprendre noves tècniques per a les fàbriques.
Fou escollit novament diputat a les eleccions celebrades després de l'aprovació de l'Estatut Reial de 1834, però hi renuncià poc després per motius de salut. El 1835 formà part de la Junta Auxiliar Consultiva de Barcelona i el 1837 fou escollit alcalde de Barcelona (el primer alcalde constitucional), però al maig de 1839 fou acusat de conspiració pel cap polític de Barcelona, José María Cambronero, i desterrat a Mallorca. Tanmateix presentà un recurs i li fou permès tornar a Barcelona, on va morir deu dies després.

## Obres
- Relación que ... presentó a la junta superior de Cataluña, de su comisión a Cádiz, en diciembre de 1810 (1811)
- Contestación a la satisfacción preventiva que de su proceder ofreció D. Antonio Elola Intendente de Murcia ... al marqués de Coupigny ... al digno comercio y al respetable público ... (1812)
- Memorias económico-políticas: escritas en diversas épocas y con diferentes motivos para la prósperidad de España (Tarragona, 1820).
- Reseña del origen, causa y efectos de los Laudemios y Cabrevaciones en Cataluña (1835)
- Testimonio de verdad, gratitud y confianza, que en obsequio de estas prendas consigna a la memoria de los honrados barceloneses su alcalde primero constitucional (1837)